# Inka von Puttkamer

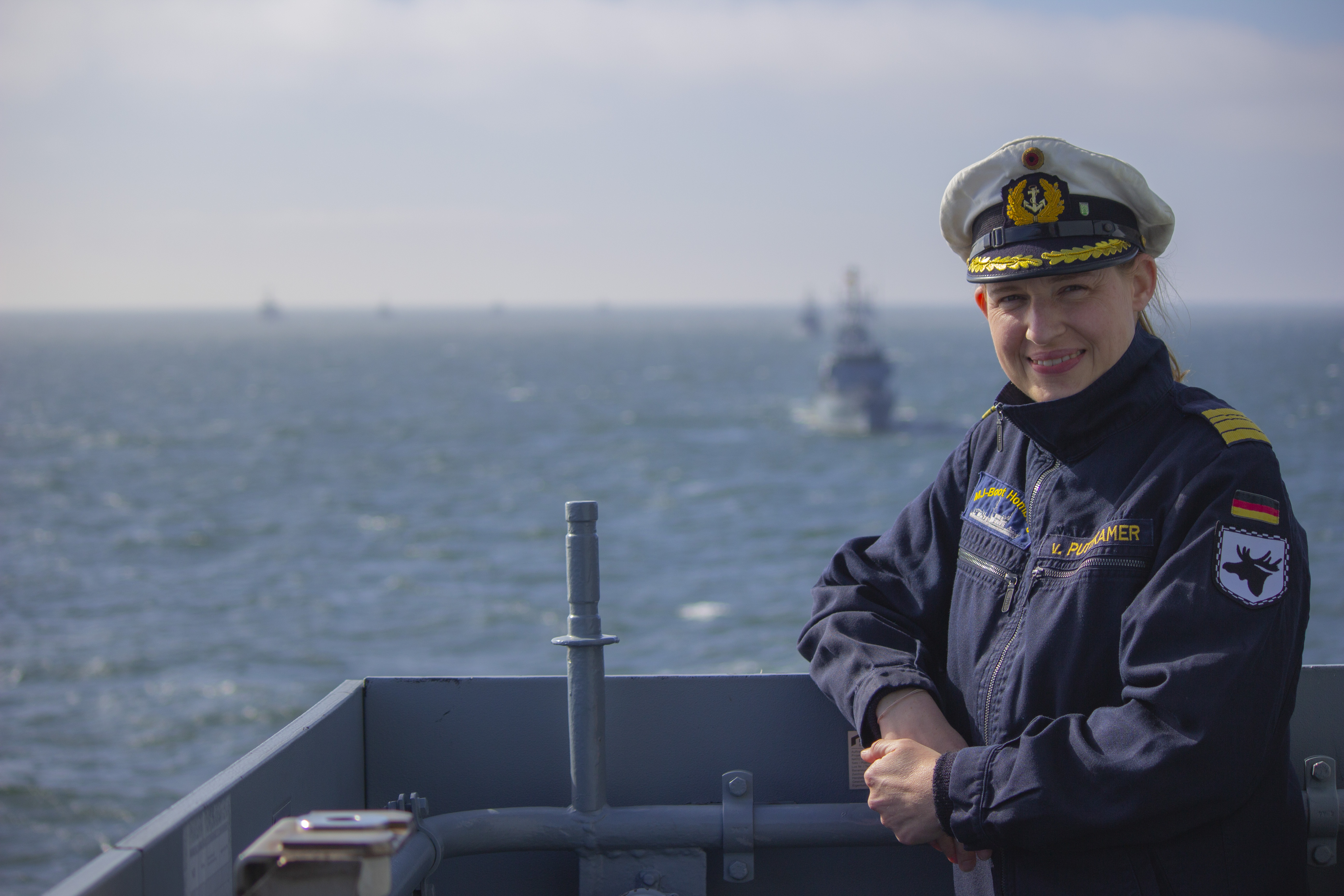
Fregattenkapitän von Puttkamer, 2021

Inka von Puttkamer (* 1982 in Wilhelmshaven als Inka Splettstößer) ist ein Fregattenkapitän der Marine der Bundeswehr und Kommandeurin des 3. Minensuchgeschwaders in Kiel. Im Juni 2013 wurde sie, zusammen mit Helena Linder-Jeß, die erste Kommandantin der Marine.

## Leben

### Militärische Laufbahn
Inka von Puttkamer trat 2001 in die Deutsche Marine ein. Sie durchlief die allgemeine Ausbildung und studierte anschließend an der Bundeswehr-Universität Neubiberg bei München. Es folgte eine Ausbildung für Minenjagdboote und eine dreijährige Tätigkeit als Wachoffizier auf einem Minensuchboot. In dieser Position nahm sie an internationalen Manövern und Auslandseinsätzen teil, so 2009/2010 zur Küstenkontrolle vor dem Libanon im Rahmen von UNIFIL. Anschließend erhielt sie das Kommandantenzeugnis. 2010 war sie als Kapitänleutnant Erster Wachoffizier auf dem Hohlstablenkboot Pegnitz. Anschließend wurde sie Adjutantin des Befehlshabers der Flotte, unter anderem unter Vizeadmiral Manfred Nielson.
Im Juni 2013 war von Puttkamer gemeinsam mit Kapitänleutnant Helena Linder-Jeß die erste Frau, die Kommandantin in der Deutschen Marine wurde. Sie übernahm das Minenjagdboot Homburg im 3. Minensuchgeschwader in Kiel. Von August 2015 bis Dezember 2015 war das Boot im Rahmen der Standing NATO Maritime Group 2 im Auslandseinsatz. Am 31. März 2016 gab sie als Korvettenkapitän das Kommando an ihre Nachfolgerin, Kapitänleutnant Anna Prehn, ab und ging in Mutterschutz. Der blaue Parka, den Puttkamer schwanger bei der Übergabe des Kommandos 2016 und unter Lockerung der Kleiderordnung getragen hatte, wurde im Rahmen einer Sonderausstellung im Militärhistorischen Museum der Bundeswehr in Dresden als Exponat gezeigt.
Nach ihrer Elternzeit nahm sie von 2017 bis 2019 am Lehrgang Generalstabs-/Admiralstabsdienst National Streitkräfte (14. LGAN SK) an der Führungsakademie der Bundeswehr in Hamburg teil. Als Fregattenkapitän wurde sie stellvertretende Kommandeurin des 3. Minensuchgeschwaders. Am 27. März 2024 übernahm Puttkamer das Kommando über das 3. Minensuchgeschwader. Damit wird erstmals ein Kampfverband der Marine von einer Frau geführt.

### Privates
Inka von Puttkamer ist die Tochter des Marineoffiziers Kapitän zur See a. D. Ingo Splettstößer. Sie ist mit Fregattenkapitän Bogislav-Jesko von Puttkamer, Sohn des Flottillenadmirals a. D. Hubertus von Puttkamer, verheiratet und hat drei Kinder.